# Wälder und Kalkmagerrasen der Ringgau Südabdachung
Mit der Bezeichnung Wälder und Kalkmagerrasen der Ringgau Südabdachung wurden sechs Bereiche auf bewaldeten Höhenzügen im nordhessischen Werra-Meißner-Kreis gemeinsam als ein Fauna-Flora-Habitat(FFH)-Gebiet in das europaweite Schutzgebietssystem Natura 2000 integriert, das die Erhaltung der biologischen Vielfalt zum Ziel hat. Den naturschutzfachlichen Wert begründen die Buchenwaldkomplexe, die als von hessenweiter Bedeutung angesehen werden, sowie die Vorkommen von schutzwürdigen Lebensräumen und Arten.

## Lage
Das FFH-Gebiet erstreckt sich über eine Länge von rund 20 Kilometern Luftlinie entlang der Bundesstraße 400 zwischen Sontra und der hessisch-thüringischen Landesgrenze östlich von Herleshausen. Zu den unterschiedlich großen Teilgebieten gehören:
- Bergland zwischen Sontra und Ulfen in den Gemarkungen von Weißenborn, Sontra, Breitau und Ulfen der Stadt Sontra mit dem Holstein (462,6 m), Stein und Iberg (360,7 m).

Die isoliert liegenden Bereiche bei Ulfen
- um den 392,3 m hohen Buchberg,
- der Riedmühle mit einer Erhebung von bis zu 392,3 m und
- das Gelände um Steinbühl (350,4 m) und „Grillhüttenberg“.
- Steilstufe der Südabdachung des Ringgaus zwischen Ottilienberg und Kielforst in den Gemarkungen Ulfen der Stadt Sontra und Altefeld, Archfeld, Frauenborn, Herleshausen, Holzhausen, Markershausen und Willershausen der Gemeinde Herleshausen mit Ottilienberg (416,0 m), Sandberg (401,5 m), Hasenkopf, Alberberg (421,7 m), Fernberg (438,2 m), Dachsberg (440,4 m), Schloßberg (451,8 m), Eulenkopf (409,7 m), Iberg (434,0 m) und Kielforst (440,4 m) sowie das
- Wochenstubenquartier des Großen Mausohr in Wommen.

Den Westteil des Gebiets zwischen Sontra und dem Ottilienberg bei Ulfen prägt ein bis über 400 m hoher Muschelkalkrücken, der sich nach Osten in zahlreiche einzelne Berge und Kuppen auflöst. Die Täler, die zwischen den überwiegend bewaldeten Erhebungen liegen, werden landwirtschaftlich genutzt.
Die eigentliche Südabdachung liegt im östlichen Teil. Die von 450 bis 400 m auf unter 300 m steil abfallende Muschelkalkstufe des südlichen Ringgaus ist fast durchgehend bewaldet. Der Ringgau ist einer der westlichen Ausläufer der Muschelkalkplatten, die das Thüringer Becken umranden und sich vom Nordwesten Thüringens bis nach Hessen erstrecken. Die Werra trennte ihn einst von seinem ursprünglichen Gesteinsverband und schuf mit ihm einen Zeugenberg, der in seinem Zentrum durch einen tektonischen Grabenbruch zerschnitten wird. Die langgestreckte „Netra-Ifta-Talung“ teilt den Ringgau in einen nördlichen und einen südlichen Bereich.
Das FFH-Gebiet schließt die Naturschutzgebiete „Iberg bei Markershausen“ und „Kielforst bei Herleshausen“ ein. Auf thüringischer Seite grenzt unmittelbar das FFH-Gebiet 4927-302 „Kielforst nordwestlich Hörschel“ an.
Das Schutzgebiet liegt im „Geo-Naturpark Frau-Holle-Land“. Nach der naturräumlichen Gliederung Deutschlands des Instituts für Landeskunde Bad Godesberg werden die westlichen Teilflächen des FFH-Gebiets dem „Hosbach-Sontra-Bergland“ (357.90) im „Fulda-Werra-Bergland“ (357) zugeordnet. Sie sind Einheiten des „Osthessischen Berglands“. Der sich östlich anschließende Bereich liegt in den Teileinheiten „Südlicher Ringgau“ (483.41) und „Südliche Ringgauvorberge“ (483.40). Sie gehören zu dem Naturraum „Nordwestliche Randplatten des Thüringer Beckens“ (483).

## Lebensraumtypen
Auf der geschützten Fläche von mehr als 1500 Hektar kommen 12 unterschiedliche Lebensraumtypen (LRT) vor. Der Waldmeister-Buchenwald bildet mit rund 840 Hektar den Kern des FFH-Gebiets. Flachland-Mähwiesen und artenreiche Kalk-Halbtrockenrasen prägen mit etwa 16 Hektar das Offenland. Mit zwei Kalktuffquellen, mehreren submediterranen Halbtrockenrasen mit Orchideenvorkommen, drei kalkhaltigen Schutthalden sowie Schlucht- und Hangmischwäldern kommen vier prioritäre (*) Lebensraumtypen vor, für deren Erhaltung die Europäische Gemeinschaft eine besondere Verantwortung hat.

### Waldlebensraumtypen
| EU-Code | Lebensraumtyp                                                                                       | Gesamtfläche | |
| ------- | --------------------------------------------------------------------------------------------------- | ------------ | --- |
| 9110    | Hainsimsen-Buchenwald (Luzulo-Fagetum)                                                              | 7,57 ha      | Hainsimsen-Buchenwälder besiedeln den Sandberg südöstlich von Ulfen. In den artenarmen Wäldern auf sauren Böden ist die Rotbuche die vorherrschende Baumart. Stiel- und Trauben-Eiche kommen in der Baumschicht einzeln bis truppweise vor und erreichen Bestockungsanteile von bis zu vierzig Prozent. Eine Strauchschicht ist nicht vorhanden und die Krautschicht wächst unter dem dichten Kronendach nur spärlich oder fehlt wegen des Lichtmangels völlig. In lichteren Bereichen oder an Wegrändern wird sie von der Charakterart Weiße Hainsimse sowie von Drahtschmiele und Waldsauerklee gebildet. |
| 9130    | Waldmeister-Buchenwald (Asperulo-Fagetum)                                                           | 847,26 ha    | Waldmeister-Buchenwälder haben den größten Gebietsanteil. Großflächig kommen sie von den Bereichen um Alberberg und Hasenkopf bis zur Ostgrenze am Kielforst vor. Die Rotbuche dominiert überall und wird von weiteren Baumarten wie Esche und Ahorn begleitet. Vereinzelt tritt auch die Elsbeere auf. Am Kielforst kommen zusätzlich Stieleichen sowie einzelne Bergulmen, Vogelkirschen, Mehlbeeren und Sommerlinden hinzu. In der Zeit der Datenerfassung beeindruckten die Wälder durch ihre Altholzbestände, die aber zu einem großen Teil verjüngt werden sollen, wodurch das Vorkommen mächtiger Bäume abnehmen wird. Pflanzensoziologisch werden die Bestände dem Verband der mesophilen Buchenwälder zugeordnet. Die Kennarten Einblütiges Perlgras und Waldmeister sind weit verbreitet. Auch in geschlossenen Buchenbeständen ist meistens eine ausgeprägte Krautschicht vorhanden, die besonders im Frühjahr durch die Geophyten beeindruckt. Dann bilden sich hier teilweise große Teppiche aus Buschwindröschen, Hohlem Lerchensporn, Bärlauch oder Schlüsselblumen. Zu den floristischen Besonderheiten gehören die Vorkommen des Türkenbunds und des Gelben Eisenhuts am Ottilienberg, die Orchideen Breitblättrige und Schmallippige Stendelwurz, Nestwurz, Rotes und Weißes Waldvöglein sowie der Großblütige Fingerhut. |
| 9150    | Mitteleuropäischer Kalk-Buchenwald (Cephalanthero-Fagion)                                           | 71,13 ha     | Dieser Lebensraumtyp, der den zweitgrößten Flächenanteil besitzt, kommt verstreut auf den trockeneren Standorten über Kalk in dem gesamten Gebiet vor. Er unterscheidet sich von dem Waldmeister-Buchenwald durch die geringere Wuchshöhe der Bäume und das Auftreten wärmeliebender Arten. Die größten zusammenhängenden Bereiche befinden sich am Iberg bei Markershausen, am Ottilienberg, nördlich von Gut Hohenhaus und nördlich von Holzhausen. Die Baumschicht wird als lückig und reich strukturiert beschreiben. Neben der auch hier dominanten Buche sind Elsbeere, Spitzahorn, Esche, Mehlbeere, Eibe sowie vereinzelt Traubeneiche und Hainbuche vertreten. Kennzeichnend für den Waldtyp sind die Vorkommen des Weißen Waldvögleins, der Nestwurz und der Finger-Segge. Den floristischen Kern der Bodenvegetation bilden die typischen Ordnungskennarten. Besonders häufig unter ihnen sind Seidelbast, Frühlings-Platterbse, Waldmeister, Wald-Labkraut und Wald-Veilchen sowie die Orchideenarten Purpur-Knabenkraut, Rotes Waldvöglein, Rotbraune und Breitblättrige Stendelwurz. |
| 9170    | Labkraut-Eichen-Hainbuchenwald (Galio-Carpinetum)                                                   | 5,59 ha      | Der Labkraut-Eichen-Hainbuchenwald kommt im nordwestlichen Teil auf flachgründigen Böden mit teilweise anstehendem Fels vor. Die Bestände werden deutlich von der Traubeneiche und der Hainbuche dominiert, die von licht- und wärmeliebenden Baum- und Straucharten wie Elsbeere, Mehlbeere, Feldahorn, Liguster, Wolliger Schneeball, Rote Heckenkirsche, Ackerrose und Seidelbast begleitet werden. Die Krautschicht prägen anspruchsvolle Arten wie Wald-Bingelkraut, Wald-Labkraut, Schwalbenwurz, Finger-Segge, Wald-Knäuelgras, Frühlings-Platterbse und Echter Schlüsselblume. Häufig sind auch die Orchideen Männliches Knabenkraut, Rotes und Weißes Waldvöglein anzutreffen. Die gut ausgebildete und artenreiche Krautschicht wie auch der mehrschichtige Aufbau und die lichte Struktur gelten als wertbestimmend für die Wälder. |
| 9180*   | Schlucht- und Hangmischwälder (Tilio-Acerion)                                                       | 3,43 ha      | Dieser Waldtyp wächst im FFH-Gebiet auf steilem Gelände mit Hangneigungen bis um die 40 Prozent am Kielforst, am Iberg bei Markershausen, am Fernberg beim Gut Hohenhaus und am Holstein bei Weißenborn. Häufig sind die Böden ihrer Wuchsorte in Bewegung und mit Hangschutt und Geröll bedeckt. Wegen der ständig nachrutschenden Hänge sind die meisten Bäume krummschäftig. Berg- und Spitzahorn, Bergulme und Sommerlinde sind die vorherrschenden Edellaubholzarten. An den unterschiedlichen Standorten ist auch die Vegetation unterschiedlich ausgebildet. |
| 91 E0*  | Auenwälder mit Alnus glutinosa und Fraxinus excelsior (Alno-Padion, Alnion incanae, Salicion albae) | 0,07 ha      | Ein Biotop, das diesem Lebensraumtyp zugeordnet werden kann, liegt in dem Talgrund zwischen Petersberg und Iberg. Die Erlenanpflanzung entlang des Baches wird allerdings wegen des geringen Alters der Bäume und der geringen Flächengröße von weniger als 0,1 Hektar als nicht signifikant eingestuft. |

### Lebensraumtypen des Offenlands
| EU-Code | Lebensraumtyp                                                                                         | Gesamtfläche | |
| ------- | --- | ------------ | --- |
| 5130    | Formationen von Juniperus communis auf Kalkheiden und -rasen                                          | 1,08 ha      | Wacholderheiden kommen an der Windhause bei Weißenborn, im Bereich des Iberges bei Breitau und am Buchberg bei Ulfen an Hängen auf meist flachgründigen und basenreichen Verwitterungsböden des Muschelkalks vor. Die Magerrasen besitzen einen großen Blüten- und Artenreichtum und bieten ein großes Angebot an Samen und Früchten. Von den kennzeichnenden und typischen krautigen Arten sind Stängellose Kratzdistel, Golddistel, Zypressen-Wolfsmilch, Gewöhnlicher Hornklee, Knolliger Hahnenfuß, Hopfenklee, Rauer Löwenzahn, Purgier-Lein, Schopfige Kreuzblume, Mittlerer Wegerich, Wiesen-Schlüsselblume, Kleiner Wiesenknopf, Tauben-Skabiose und Feld-Thymian fast immer anzutreffen. Bei den Gräsern dominieren Aufrechte Trespe, Fieder-Zwenke, Zittergras, Blau-Segge und Pyramiden-Schillergras. Als bemerkenswert angesehen wird das Auftreten der besonders geschützten Arten Deutscher und Gefranster Enzian, Rotes Waldvöglein und Fliegen-Ragwurz. |
| 6212    | Submediterrane Halbtrockenrasen (Mesobromion)                                                         | 4,97 ha      | Auf mehr als 30, relativ kleinen Teilgebieten wächst dieser Lebensraumtyp vor allem im westlichen Bereich. Gebildet werden die Magerrasen von typischen Gräsern wie Fieder-Zwenke, Aufrechte Trespe, Schaf-Schwingel, Zittergras, Trift-Hafer, Pyramiden-Schillergras, Goldhafer, Frühlings- und Blau-Segge. Daneben blühen in den Beständen Wiesen-Flockenblume, Zypressen-Wolfsmilch, Hügel-Erdbeere, Echtes Labkraut, Kleines Habichtskraut, Echtes Johanniskraut, Rauer Löwenzahn, Purgier-Lein, Mittlerer Wegerich, Schopfige Kreuzblume, Frühlings-Fingerkraut, Kleiner Wiesenknopf, Tauben-Skabiose, Feld-Thymian und Rauhaariges Veilchen. Die Halbtrockenrasen gelten durch den Wandel in der Landwirtschaft als gefährdet. Wird ihre Nutzung aufgegeben, verbuschen sie rasch. Die von Sukzessionsvorgängen betroffenen Flächen werden inzwischen von Rotem Hartriegel, Schle- und Weißdornen besiedelt.                                                      |
| 6212*   | Submediterrane Halbtrockenrasen (Mesobromion), mit besonderen Beständen mit bemerkenswerten Orchideen | 3,32 ha      | Der prioritär zu schützende Untertyp muss mindestens eine der Eigenschaften „hoher Artenreichtum an Orchideen“, „eine bedeutende Population einer bundesweit gefährdeten Art“ und „mehrere seltene oder sehr seltene Orchideenarten wachsen im Gebiet“ besitzen. Die Kriterien erfüllen Bereiche auf basenreichen Verwitterungsböden des Muschelkalks am Iberg bei Markershausen, südlich des Ibergs bei Breitau und am Buchberg. Auf den Flächen, die einen großen Blüten- und Artenreichtum aufweisen, gehören zu den besonderen oder zahlreichen Orchideenarten: Rotes und Weißes Waldvöglein, Geflecktes, Purpur-und Männliches Knabenkraut, Fliegen-Ragwurz, Braunrote Stendelwurz, Mücken-Händelwurz, Berg-Waldhyazinthe, Nestwurz und Großes Zweiblatt. |
| 6510    | Magere Flachlandmähwiesen (Alopecurus pratensis, Sanguisorba officinalis)                             | 10,99 ha     | Als Magere Flachlandmähwiesen im Sinne der FFH-Richtlinie werden artenreiche, extensiv bewirtschaftete Mähwiesen des Flach- und Hügellandes angesehen. Diese sind im Westen des Schutzgebiets, im Bereich um Riedmühle, Ottilienberg und Sandberg sowie im Osten nördlich des Ibergs bei Markershausen und am Kielforst bei Herleshausen verbreitet. Das artenreiche Grünland zeichnet sich durch ein großes Angebot an Blüten, Samen und Früchten aus, das sich positiv auf die Fauna auswirkt. Als Verbandskennarten gelten Glatthafer, Wiesen-Pippau und Labkraut. Sie sind in den Beständen zu finden, deren Oberschicht von produktiven Gräsern gebildet wird, zu denen neben dem Glatthafer Wiesen-Fuchsschwanz, Wiesen-Knäuelgras und Wiesen-Schwingel gehören. |

### Sonderbiotope
| EU-Code | Lebensraumtyp                                                                              | Gesamtfläche         | |
| ------- | ------------------------------------------------------------------------------------------ | -------------------- | --- |
| 3140    | Oligo- bis mesotrophe kalkhaltige Gewässer mit benthischer Vegetation aus Armleuchteralgen | 37,7 m²              | Das einzige Gewässer, das diesem Typ entspricht, liegt westlich von Breitau. Bestandsprägende Art ist die Gewöhnliche Armleuchteralge, die von Ästigem Igelkolben, Wasserschwaden und Gliederbinse begleitet wird. Der Tümpel ist Lebensraum für Erdkröte, Grasfrosch, Teich- und Bergmolch. |
| 7220*   | Kalktuffquellen (Cratoneurion)                                                             | 62,8 m²              | Im Gebiet sind mit den Sickerquellen in einer Wiese am Westhang des Stein bei Breitau und der „Rötquelle“ weiter südlich in einem Waldrandbereich nur zwei Vorkommen dieses prioritären Lebensraumtyps bekannt. Während die ungenutzte Rötquelle von Hochstauden dominiert wird, wird das Grünland um die Quelle am Stein von Gräsern und Binsen geprägt. |
| 8160*   | Kalkhaltige Schutthalden der collinen bis montanen Stufe Mitteleuropas                     | 0,15 ha              | Schutthalden kommen mit einer natürlichen Ausprägung unterhalb des Felsens im Kielforst und mit zwei anthropogenen Beständen in aufgelassenen Steinbrüchen am Buchberg und an der Kreisstraße zwischen Sontra und dem Ulfetal vor. Die Vegetation wird der artenarmen Pioniergesellschaft des Schmalblättrigen Hohlzahns zugeordnet, die besonnte Feinschutthalden besiedelt. |
| 8310    | Nicht touristisch erschlossene Höhlen                                                      | keine Flächenangaben | Zur Vermeidung von Störungen durch Höhlentouristen wurden bei den Kartierungen die Standorte der Höhlen in den Kalkfelsen des Gebiets nicht näher beschrieben. An wertgebenden Arten der Fauna wurden bei Begehungen neben Fledermäusen Schmetterlinge wie Zackeneule, Wegdornspanner und Tagpfauenauge gefunden, die die Höhlen als Winterquartier nutzen. Von den höhlenbewohnenden Spinnenarten konnten von Großer Höhlenspinne, Metellina merianae und Nesticus cellulanus stabile Populationen nachgewiesen werden. Die angetroffenen Höhlenpilzmücken kommen in Hessen ausschließlich in Höhlen vor und durchleben hier auch ihr Larven- und Puppenstadium. Die Höhlenpilzmücke wurde vom Verband der deutschen Höhlen- und Karstforscher zum Höhlentier des Jahres 2013 gewählt. |

## Geschützte Tierarten des FFH-Gebiets
Tier- und Pflanzenarten, die als von gemeinschaftlichem Interesse gelten, werden im Anhang II der FFH-Richtlinie aufgelistet. Mit dieser Rechtsvorschrift werden die EU-Mitgliedsländer verpflichtet für sie Schutzgebiete im Natura 2000-Netz einzurichten und diese so zu schützen, zu pflegen und zu betreuen, dass die ökologischen Bedürfnisse der genannten Arten erfüllt werden und ihre Bestände erhalten bleiben. Von ihnen wurden im FFH-Gebiet Luchs, Großes Mausohr und Gelbbauchunke angetroffen. Während Großes Mausohr und Gelbbauchunke residente Vorkommen besitzen, konnte für den Luchs ein Populationsstatus auf der Basis der vorliegenden Daten nicht nachgewiesen werden.
Die Wochenstube der Großen Mausohren im Dachstuhl eines Seniorenwohnheimes in Wommen ist Bestandteil des FFH-Gebiets. Als Einflugöffnungen dienen ihnen Spalten zwischen den Ziegeln der Dacheindeckung. Ihr voriges Quartier im Schloss Nesselröden gaben sie nach Ansiedlung einer Schleiereule auf. Sie nutzen auch die Talbrücke der A 4 in Wommen und es wird angenommen, dass die Kolonie noch weitere Quartiere zur Wochenstubenzeit besetzt. Diese Aufenthaltsorte sind nicht bekannt.
Zu den weiteren Tierarten mit besonderem Rechtsschutz der EU, die im oder in unmittelbarer Nähe des FFH-Gebiets nachgewiesen wurden, gehören Europäische Wildkatze, die Fledermäuse Kleine Bartfledermaus, Wasserfledermaus, Fransenfledermaus, Großer Abendsegler, Zwergfledermaus, Mückenfledermaus, Rauhautfledermaus und Braunes Langohr sowie Zauneidechse und Thymian-Ameisenbläuling. Bei diesen im Anhang IV der FFH-Richtlinie genannten Arten besteht die Gefahr, dass ihre Vorkommen für immer verloren gehen, wenn ihre Lebensstätten beschädigt oder zerstört werden.
Die heimischen Vögel Rotmilan, Neuntöter, Grau- und Schwarzspecht gehören zu den Arten des Anhangs I der Vogelschutzrichtlinie der EU, für deren Schutz besondere Maßnahmen ergriffen werden müssen. Geschützt werden ebenfalls nach Artikel 4 Absatz 2 der Vogelschutzrichtlinie Hohltaube und Baumfalke.
Im Rahmen der Untersuchungen für die Grunddatenerfassung wurden bei einigen Kartiergängen zwischen Juni und August der Jahre 2003 und 2008 auf den Offenlandbiotopen die im Gebiet vorkommenden Falter und Widderchen erfasst. Auf den untersuchten Flächen sind insgesamt mehr als 40 Arten gefunden worden und hier erreichten die Kalkmagerrasen, die sich in frühen und mittleren Sukzessionsstadien befanden, die höchsten Zahlen. Als von überregionaler Bedeutung gelten die Nachweise der an diese Standorte gebundenen Schmetterlinge: Graubindiger Mohrenfalter, Kronwicken-, Komma- und Roter Würfel-Dickkopffalter, Kreuzdorn-Zipfelfalter und Kleiner Eisvogel. Von den festgestellten Arten wird ein großer Teil in der Roten Liste der Tagfalter Hessens in den Kategorien 2 (stark gefährdet) und 3 (gefährdet) oder in der Vorwarnliste geführt. Beispielhaft werden in der Grunddatenerfassung Großer und Magerrasen-Perlmuttfalter, Zwerg-, Geißklee-, Silbergrüner und Kleiner Sonnenröschen-Bläuling sowie die Widderchenarten Esparsetten-, Westliches Hufeisenklee-, Beilfleck- und Thymian-Widderchen genannt. Sie sind auf Magerrasen oder ähnliche Biotope angewiesen und gelten allein deshalb als gefährdet.

## Unterschutzstellung

### Fauna-Flora-Habitat-Gebiet
Die Waldgebiete und Kalkmagerrasenflächen des Gebiets wurden im Rahmen der Umsetzung der Fauna-Flora-Habitat-Richtlinie im April 1999 der EU-Kommission für das länderübergreifende ökologische Schutzgebietssystem „Natura 2000“ zur Erhaltung gefährdeter oder typischer Lebensräume und Arten vorgeschlagen. Die Schutzwürdigkeit wurde in dem Standarddatenbogen vom Mai 1998, neben anderen, mit der hessenweiten Bedeutung des Buchenwaldkomplexes, der Vielzahl der hier vorkommenden seltenen und gefährdeten Pflanzenarten und Pflanzengemeinschaften sowie den seltenen Felsflurengesellschaften begründet. Nach der Bestätigung als Gebiet von gemeinschaftlicher Bedeutung im Dezember 2004 forderte die EU neben dem Gebietsmanagement und dem damit verbundenen Monitoring eine förmliche Schutzerklärung, die im Januar 2008 mit der „Verordnung über Natura 2000-Gebiete in Hessen“ erfolgte. Das FFH-Gebiet mit einer Größe von 1567,74 Hektar hat die Gebietsnummer 4926-305 und den WDPA-Code 555520292.

### Naturschutzgebiete
Vollständig in dem FFH-Gebiet liegen die beiden Naturschutzgebiete „Iberg bei Markershausen“ und „Kielforst bei Herleshausen“:
- Iberg bei Markershausen

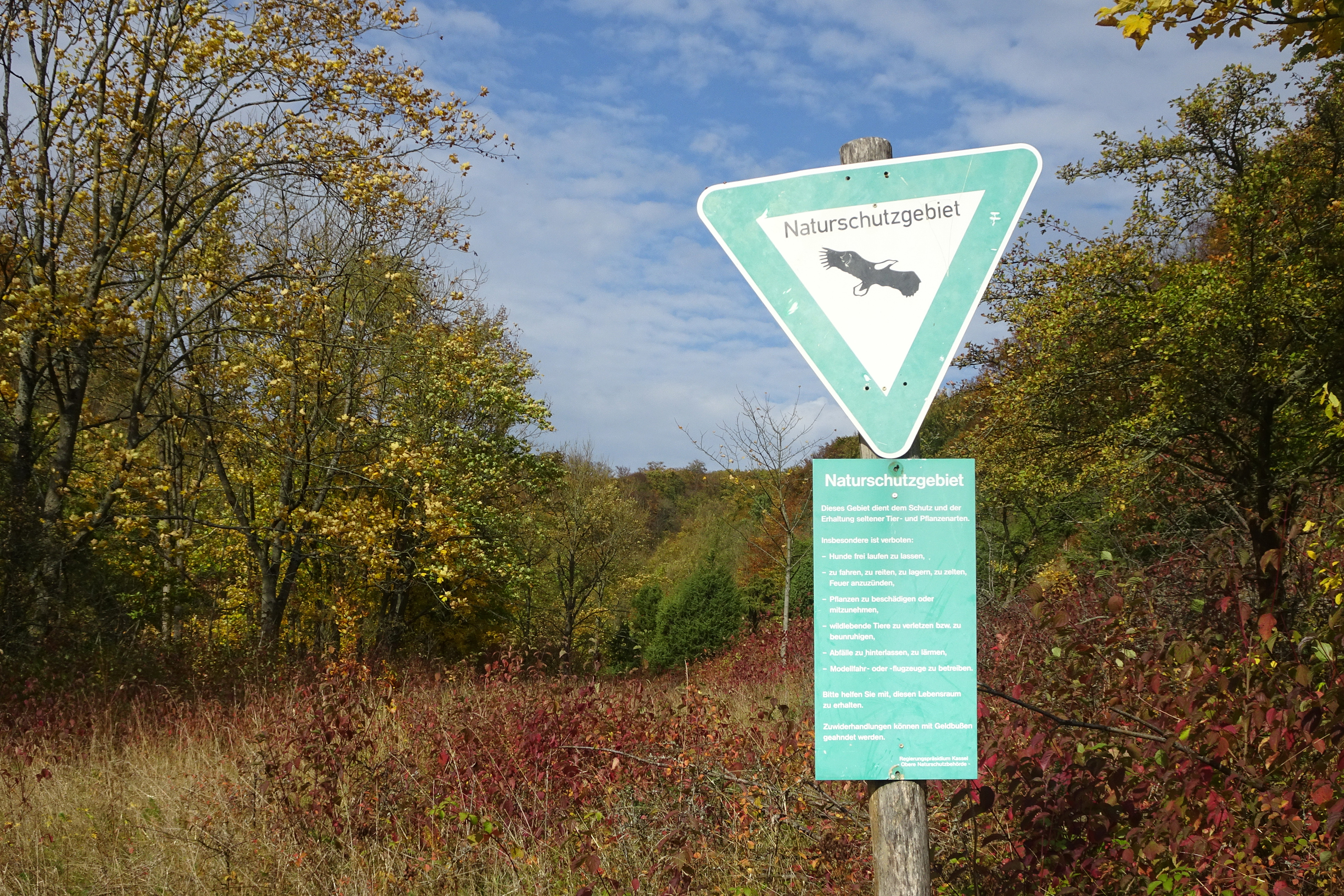
Seit 1988 Naturschutzgebiet: der Iberg bei Markershausen

Schutzzweck der Ausweisung des Südwesthangs des Ibergs als Naturschutzgebiet im Jahr 1988 war, „den aus Kalkfelsfluren, Magerrasen, Kalk-Hangbuchenwäldern und geophytenreichen Laubmischwäldern bestehenden Bereich mit den hier lebenden, bestandsgefährdeten Tier-und Pflanzenarten zu erhalten und zu fördern“. Das Naturschutzgebiet besitzt eine Größe von 28,37 Hektar, hat die nationale Kennung 1636016 und den WDPA-Code 163845.
- Kielforst bei Herleshausen

Die an der Landesgrenze zu Thüringen liegenden Waldflächen des Kielforstes mit den südlich angrenzenden Grünlandflächen wurden im Jahr 1997 zum Naturschutzgebiet erklärt. Mit der Ausweisung sollte der naturnahe Kalkbuchenwald auf dem nach Südwesten abfallenden Steilhang langfristig gesichert und das Grünland durch geeignete Pflegemaßnahmen zu artenreichen Wiesen und Weiden entwickelt werden, um die Standorte und Lebensräume der im Gebiet vorkommenden seltenen und gefährdeten Pflanzen- und Tierarten dauerhaft zu schützen. Das Naturschutzgebiet mit einer Größe von rund 29 Hektar hat die nationale Kennung 1636034 und den WDPA-Code 318649.